# Dikasterium pro službu integrálnímu lidskému rozvoji
Dikasterium pro službu integrálnímu lidskému rozvoji (it. Dicastero per il servizio dello sviluppo umano integrale) založil papež František dne 17. srpna 2016  s tím, že nový úřad vstoupí v život k 1. lednu 2017. Současně byly vydány ad stanovy nového dikasteria. Do čela nového úřadu byl dne 1. 1. 2022 jmenován kardinál Michael Czerny, dosavadní prezident Papežské rady „Justitia et pax“ .

## Zrušení čtyř papežských rad
V důsledku zřízení nového dikasteria byly k 1. lednu 2017 zrušeny čtyři papežské rady:
- Papežská rada „Justitia et pax“
- Papežská rada „Cor Unum“
- Papežská rada pro pastoraci migrantů a lidí mimo domov
- Papežská rada pro pastoraci zdravotníků.

Jejich kompetence a funkce připadly novému dikasteriu, do nějž byly včleněny. Tím byly také abrogovány čl. 142-153 apoštolské konstituce Pastor Bonus.